# Caseidae
De Caseidae zijn een groep (familie) uitgestorven basale Synapsida uit het Carboon en Perm.

## Definitie
In 1912 benoemde Samuel Wendell Williston een familie Caseidae binnen een onderorde Caseasauria, beide vernoemd naar Casea. Traditioneel werden ze beschouwd als behorend tot de orde 'Pelycosauria' maar dat is een parafyletische groep van niet speciaal verwante basale synapsiden. Tegenwoordig worden de Caseidae gezien als een klade binnen de klade Caseasauria. Ze zijn dan de zustergroep van de Eothyrididae.
In 2005 werd de klade Caseasauridae door Robert Reisz gedefinieerd als de groep bestaande uit Casea of Cotylorhynchus en alle soorten nauwer verwant aan Casea of Cotylorhynchus dan aan Eothyris.

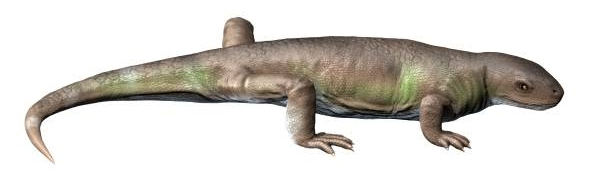
Eocasea

## Evolutie
Fossielen zijn gevonden in Noord-Amerika en Europa, gebieden die indertijd een aaneengesloten zone vormden in de tropen.
De mogelijk oudste caseïde is Eocasea die nog net in het Carboon leefde, driehonderd miljoen jaar geleden. Dit dier was nog niet aangepast aan een herbivore levenswijze gezien het bezit van spitse tanden en wordt daarom ook gezien als de meest basale bekende caseïde.
Latere caseïden tonen aanpassingen aan het eten van laagwaardig plantenmateriaal met een hoog gehalte aan vezels. De kop is achteraan breed als aanhechting voor sterke kaakspieren. De onderkaken konden naar achteren getrokken worden zodat een in zijaanzicht horizontale kauwbeweging kon worden uitgevoerd. Daartoe was de achterkant van het os dentale tandeloos. Naast herbivore gebitsaanpassingen ontwikkelden de soorten uit de Caseidae ook een tonvormige ribbenkast die ruimte bood aan de vergrote maag, die nodig was voor de vertering van planten. Vergeleken met die enorme romp lijkt de kop heel klein. De staart is nogal lang. De kootjes zijn gereduceerd van  2-3-4-4-3 tot 2-2-2-3-2.

## Geslachtenlijst
De volgende geslachten worden tegenwoordig als caseïden beschouwd:
- Angelosaurus
- Casea
- Caseoides
- Caseopsis
- Cotylorhynchus
- Ennatosaurus